# 巴克霍恩 (加利福尼亞州文圖拉縣)
巴克霍恩（英語：Buckhorn）是位於美國加利福尼亞州文圖拉縣的一個人口普查指定地區。

## 地理
巴克霍恩的座標為34°24′03″N 118°48′56″W / 34.40083°N 118.81556°W，而該地最高點為海拔高度184米（即604英尺）。

## 人口
根據2010年美國人口普查的數據，巴克霍恩的面積為5.00平方千米，當中陸地面積為5.00平方千米，而水域面積為5.00平方千米。當地共有人口500人，而人口密度為每平方千米100人。